# کوه گوزن

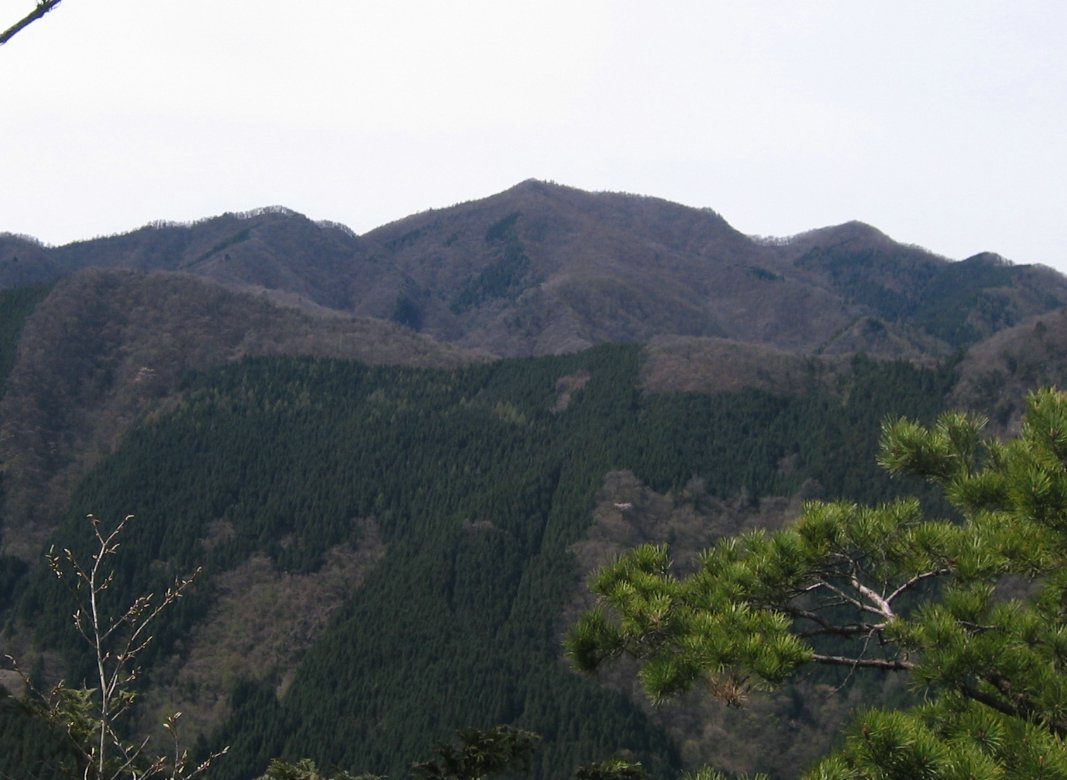
منظرهٔ کوه گُوزِن.

کوه گُوزِن (به ژاپنی: 御前山) یکی از کوه‌های اطراف شهر توکیو در ژاپن است. این کوه در منطقه تامای غربی (西多摩郡)  قرار دارد و یکی از کوه‌های اوکوتاما (奥多摩) محسوب می‌شود. ارتفاع این کوه ۱۴۰۵ متر است.  

## نگارخانه

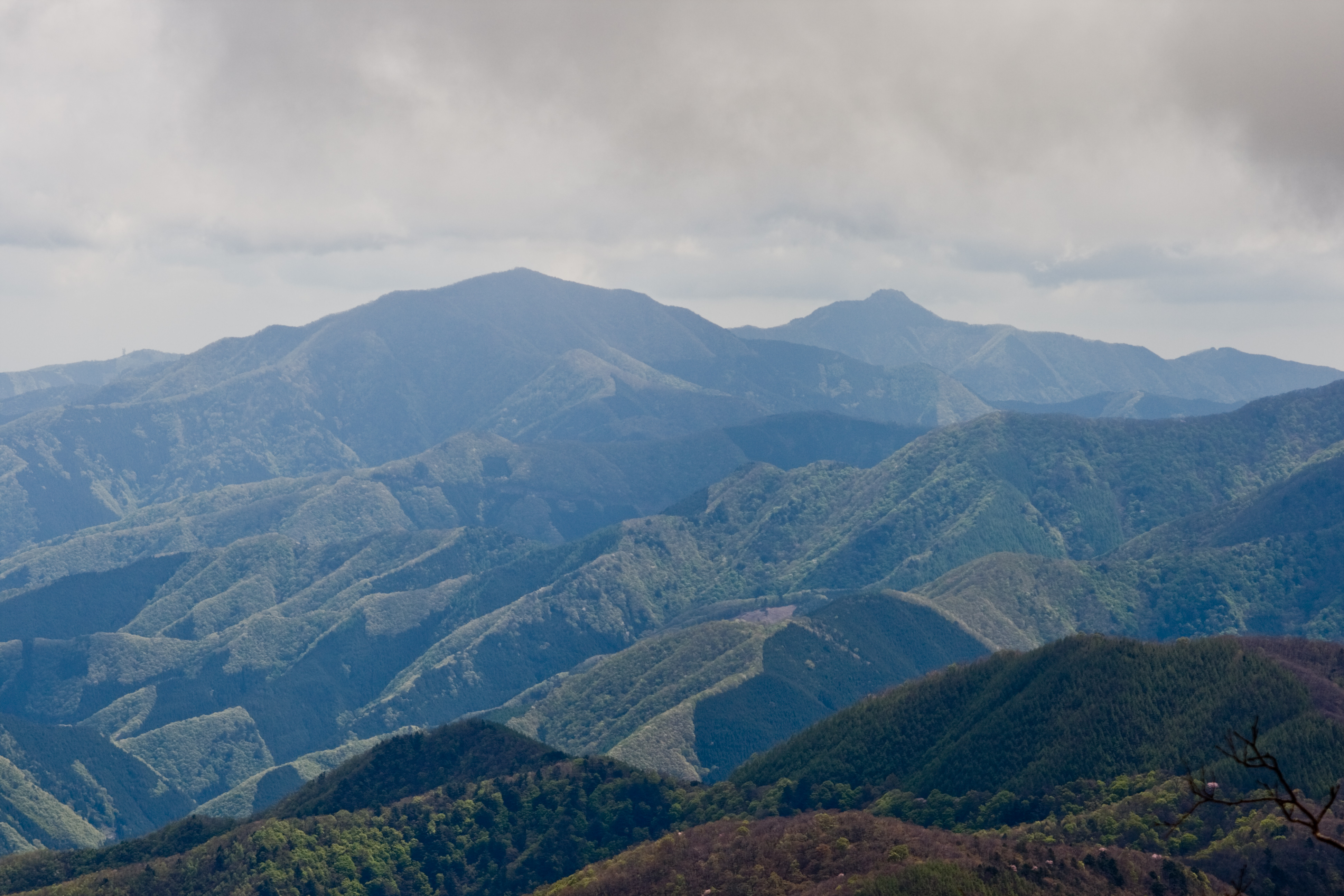
منظرهٔ کوه گُوزِن (御前山) و کوه اوداکه .